# Imène Cherif-Sahraoui
Imène Ouneyssa Cherif-Sahraoui, née le 14 septembre 1995, est une skipper algérienne.

## Carrière
Imène Cherif-Sahraoui remporte le Championnat d'Afrique de voile en Optimist 2010 à Kilifi au Kenya. 
Elle est médaillée d'argent en Laser radial aux Championnats d'Afrique de Laser 2015 à Alger.
Aux Jeux olympiques d'été de 2016 à Rio de Janeiro, elle termine 37e et dernière du classement en Laser Radial.